# Гирнгайм, Иероним
Иероним Гирнгайм (лат. Hieronymus Hirnhaim, чеш. Jeroným Hirnhaim; 17 мая 1637, Троппау — 28 августа 1679, Градиштский монастырь, Млада-Болеслав) — чешский писатель и философ, аббат Страговского монастыря премонстрантов в Праге.

## Биография
Учился в иезуитской школе в Троппау. В 1663 году принял священнический сан. Доктор теологии, занимал кафедру церковного права в Пражском университете, впоследствии аббат, генеральный викарий премонстрантов в Праге, интеллектуальный противник иезуитов. Основатель новой библиотеки Страговского монастыря. Умер в 1679 году.
Из его немногочисленных сочинений главное — «De typho generis humani etc.» (Прага, 1676; в дальнейшем переиздавалось несколько раз), включенное в Индекс запрещённых книг в 1681 году. В первой его части содержатся размышления о человеческом познании, во второй излагаются недостатки учёных и зло проистекающее от учёности, в третьей части находятся положительные указания. Гирнгайм выступил здесь защитником скепсиса, мотивы которого заключаются в религиозном настроении; главная цель Гирнгайма — борьба с догматической наукой и философией, получившей в XVII веке такое значение, однако, по мнению Э. Л. Радлова, труды главных представителей догматической философии XVII века, Декарта и Бэкона, Гирнгайму были неизвестны. По мнению Виндельбанда, на ортодоксально-скептические идеи Гирнгайма оказала влияние парацельсовская натурфилософия.

## Список сочинений
- De typho generis humani etc., 1676
- Meditationes pro singulis anni diebus ex sacra Scriptura, 1678
- Sermo ad Praemonstratenses